# Covelas (Trofa)
Covelas é uma povoação portuguesa sede da Freguesia de Covelas do Município da Trofa, freguesia com 16,69 km² de área e 1463 habitantes (censo de 2021) tendo, por isso, uma densidade populacional de 87,7 hab./km².

## Geografia
No extremo oriental do município, esta freguesia delimita a Trofa dos Municípios de Santo Tirso e da Maia. É a terceira maior freguesia do município e uma das que mantêm uma ruralidade mais vincada na paisagem.

## História
Ao longo da sua história, a freguesia de Covelas esteve integrada na Terra da Maia. Em 1836, transitou para o concelho de Santo Tirso e em 1998 para o recém-criado concelho (atual município) da Trofa.

## Demografia
Nota: Nos censos de 1864 a 1991 fazia parte do concelho (atual município) de Santo Tirso.
A população registada nos censos foi:
| Distribuição da População por Grupos Etários | Distribuição da População por Grupos Etários | Distribuição da População por Grupos Etários | Distribuição da População por Grupos Etários | Distribuição da População por Grupos Etários |
| -------------------------------------------- | -------------------------------------------- | -------------------------------------------- | -------------------------------------------- | -------------------------------------------- |
| Ano                                          | 0-14 Anos                                    | 15-24 Anos                                   | 25-64 Anos                                   | > 65 Anos                                    |
| 2001                                         | 321                                          | 257                                          | 908                                          | 176                                          |
| 2011                                         | 228                                          | 199                                          | 872                                          | 237                                          |
| 2021                                         | 172                                          | 159                                          | 824                                          | 308                                          |

## Atividades Económicas
- Agricultura tradicional
- Agricultura de hortícolas
- Vinicultura
- Agropecuária
- Avicultura
- Comércio e restauração
- Construção civil
- Indústria metalúrgica
- Indústria de carpintaria

## Património
De entre os monumentos existentes, destaca-se a Igreja Matriz, erigida pelo Conde S. Bento, nos finais do século XIX, contendo peças de arte sacra consideradas valiosas, como por exemplo uma imagem de Nossa Srª das Neves em pedra de Ançã, e uma custódia em prata dourada.
A Capela de São Gonçalo é uma das riquezas arquitetónicas do passado e é palco de uma das mais divulgadas romarias da região - realizada no penúltimo domingo de Janeiro. Por tradição que se arrasta há mais de um século.

### Festividades
As festas em honra de São Gonçalo, em Covelas realizam-se há mais de 100 anos. Todos os anos são milhares os peregrinos que se dirigem á capela de São Gonçalo e com grande devoção participam na festa organizada em nome do mártir.
No domingo a seguir ao dia 19 de Janeiro ou se o 19 for ao domingo todos os caminhos vão dar a Covelas, tradição que já se estende a mais de um século.
A festa de São Gonçalo é considerada a primeira grande romaria do ano e retrata o concelho na sua vertente religiosa, através da sua mais original tradição religiosa, etnográfica e cultural.

## Infraestruturas
A nível de infraestruturas públicas a freguesia dispõem entre outras de:
- Escola Básica de Querelêdo \ Jardim de Infância
- Edifício da Junta de Freguesia
- Casa Mortuária
- Cemitério
- Salão Paroquial
- Residência Paroquial
- Apeadeiro de Portela
- Campo de futebol do clube desportivo de Covelas
- Jardins públicos

## Natureza
A nível de natureza, Covelas é rica pela diversidade de paisagens marcadamente rurais, contrastando entre os extensos campos de cultivo e o outro lado montanhoso e densamente florestado.
A freguesia é atravessada por diversos cursos de água dos quais se destaca o Ribeiro de Covelas, sendo o maior curso de água que passa pela freguesia e que divide-a ao meio, nascendo na Serra dos Cantoneiros e desaguando já na freguesia de Santiago de Bougado no Rio Ave.

## Política
Politicamente, a Junta de Freguesia é atualmente presidida por Feliciano Castro, Social-democrata, que ocupa este cargo desde 2013.

## Cultura
Culturalmente, o Grupo Desportivo de Covelas é responsável pela dinamização desportiva desta freguesia, tratando-se de uma coletividade fundada em 2 de Janeiro de 1979.
Entretanto, o Grupo de Jovens Crescer Unidos, criado em 2006, dedica-se à realização de eventos culturais protagonizados pelos jovens da freguesia. E ainda a Associação de Música tradicional Portuguesa que dá pelo nome de "Rima Nova". 
Este mesmo grupo fez a sua primeira estreia ao público a 11 de junho de 1989, no recinto da Igreja de S. Gonçalo e tem como objetivo a divulgação da música tradicional portuguesa.

## Associações
Desde 2010 o Grupo Caridade São Martinho dedica-se a auxiliar os habitantes mais carenciados.